# Alan Patrick
Alan Patrick Lourenço (Catanduva, 13 maggio 1991) è un calciatore brasiliano, centrocampista dell'Internacional.

## Carriera

### Club
Nel 2009 esordì nel Santos e per 2 anni ha collezionato 31 presenze mettendo a segno 5 gol, e nel 2011 è stato acquistato dallo Šachtar per circa €4 milioni dopo aver firmato un contratto quinquennale.
Il 9 luglio 2013 si trasferisce in prestito all'Internacional. Il prestito viene rinnovato il 20 marzo 2014.
Il 19 gennaio 2015 passa in prestito al Palmeiras.
Nel giugno 2015 ritorna in Ucraina ma viene di nuovo mandato in prestito in Brasile, questa volta al Flamengo.

### Nazionale
Nel 2011 viene convocato dalla nazionale Under-20 brasiliana per prendere parte al campionato mondiale di categoria.

## Statistiche

### Presenze e reti nei club
Statistiche aggiornate al 28 agosto 2022.
| Stagione                | Squadra                 | Campionato              | Campionato | Campionato | Coppe nazionali | Coppe nazionali | Coppe nazionali | Coppe continentali | Coppe continentali | Coppe continentali | Altre coppe | Altre coppe | Altre coppe | Totale | Totale | Totale |
| Stagione                | Squadra                 | Comp                    | Pres       | Reti       | Comp            | Pres            | Reti            | Comp               | Pres               | Reti               | Comp        | Pres        | Reti        | Pres   | Reti   |        |
| ----------------------- | ----------------------- | ----------------------- | ---------- | ---------- | --------------- | --------------- | --------------- | ------------------ | ------------------ | ------------------ | ----------- | ----------- | ----------- | ------ | ------ | ------ |
| 2009                    | Santos                  | A                       | 3          | 0          | CB              | 0               | 0               | -                  | -                  | -                  | -           | -           | -           | 3      | 0      |        |
| 2010                    | Santos                  | A                       | 18         | 4          | CB              | 0               | 0               | CS                 | -                  | -                  | -           | -           | -           | 18     | 4      |        |
| feb.-giu. 2011          | Santos                  | A                       | 2          | 0          | -               | -               | -               | CL                 | 5                  | 1                  | -           | -           | -           | 7      | 1      |        |
| Totale Santos           | Totale Santos           | Totale Santos           | 23         | 4          |                 | 0               | 0               |                    | 5                  | 1                  |             | -           | -           | 28     | 5      |        |
| 2011-2012               | Šachtar                 | PL                      | 1          | 0          | KU              | 1               | 1               | UCL                | -                  | -                  | SU          | -           | -           | 2      | 1      |        |
| 2012-2013               | Šachtar                 | PL                      | 4          | 1          | KU              | 2               | 0               | UCL                | -                  | -                  | SU          | -           | -           | 6      | 1      |        |
| 2013                    | Internacional           | A                       | 5          | 0          | CB              | 1               | 0               | -                  | -                  | -                  | -           | -           | -           | 6      | 0      |        |
| 2014                    | Internacional           | PD/RS+A                 | 12+24      | 2+2        | CB              | 0               | 0               | CS                 | 2                  | 0                  | -           | -           | -           | 38     | 4      |        |
| gen.-giu. 2015          | Palmeiras               | A1/SP+A                 | 8+2        | 0+0        | CB              | 0               | 0               | -                  | -                  | -                  | -           | -           | -           | 10     | 0      |        |
| 2015                    | Flamengo                | A                       | 26         | 7          | CB              | 0               | 0               | -                  | -                  | -                  | -           | -           | -           | 26     | 7      |        |
| 2016                    | Flamengo                | A/RJ+A                  | 11+28      | 1+4        | CB              | 1+              | 1               | CS                 | 4                  | 2                  | -           | -           | -           | 44+    | 8      |        |
| Totale Flamengo         | Totale Flamengo         | Totale Flamengo         | 11+54      | 1+11       |                 | 1+              | 1               |                    | 4                  | 2                  |             | -           | -           | 70     | 15     |        |
| gen.-giu. 2017          | Šachtar                 | PL                      | 9          | 1          | KU              | 1               | 0               | UEL                | 0                  | 0                  | -           | -           | -           | 10     | 1      |        |
| 2017-2018               | Šachtar                 | PL                      | 25         | 3          | KU              | 4               | 0               | UCL                | 3                  | 0                  | SU          | 0           | 0           | 32     | 3      |        |
| 2018-2019               | Šachtar                 | PL                      | 27         | 2          | KU              | 3               | 0               | UCL+UEL            | 5+2                | 0+0                | SU          | 1           | 0           | 38     | 2      |        |
| 2019-2020               | Šachtar                 | PL                      | 25         | 4          | KU              | 0               | 0               | UCL+UEL            | 6+6                | 1+3                | SU          | 1           | 1           | 38     | 9      |        |
| 2020-2021               | Šachtar                 | PL                      | 21         | 4          | KU              | 1               | 0               | UCL+UEL            | 5+4                | 0+1                | SU          | 1           | 0           | 32     | 5      |        |
| 2021-2022               | Šachtar                 | PL                      | 11         | 2          | KU              | 0               | 0               | UCL                | 8                  | 1                  | SU          | 1           | 1           | 20     | 4      |        |
| Totale Shakhtar Donetsk | Totale Shakhtar Donetsk | Totale Shakhtar Donetsk | 123        | 17         |                 | 12              | 1               |                    | 39                 | 6                  |             | 4           | 2           | 178    | 26     |        |
| 2022                    | Internacional           | A                       | 26         | 6          | CB              | 0               | 0               | CS                 | 4                  | 1                  | -           | -           | -           | 30     | 7      |        |
| 2023                    | Internacional           | PD/RS+A                 | 13+34      | 4+4        | CB              | 3               | 3               | CL                 | 12                 | 5                  | -           | -           | -           | 62     | 16     |        |
| 2024                    | Internacional           | PD/RS+A                 | 11+0       | 3+0        | CB              | 2               | 0               | CS                 | 0                  | 0                  | -           | -           | -           | 13     | 3      |        |
| Totale Internacional    | Totale Internacional    | Totale Internacional    | 36+87      | 9+12       |                 | 6               | 3               |                    | 18                 | 6                  |             | -           | -           | 159    | 30     |        |
| Totale Carriera         | Totale Carriera         | Totale Carriera         | 346        | 54         |                 | 19+             | 5               |                    | 66                 | 15                 |             | 4           | 2           | 435    | 76     |        |

## Palmarès

### Club

#### Competizioni statali
- Campionato paulista: 2

Santos: 2010, 2011
- Campionato Gaúcho: 2

Internacional: 2014, 2025

#### Competizioni nazionali
- Campionato ucraino: 6

Šachtar: 2011-2012, 2012-2013, 2016-2017, 2017-2018, 2018-2019, 2019-2020
- Coppa d'Ucraina: 5

Šachtar: 2011-2012, 2012-2013, 2016-2017, 2017-2018, 2018-2019
- Supercoppa d'Ucraina: 3

Šachtar: 2012, 2017, 2021

#### Competizioni internazionali
- Coppa Libertadores: 1

Santos: 2011

### Nazionale
- Campionato sudamericano Under-20: 1

2011
- Campionato mondiale Under-20: 1

Colombia 2011